# Resolució 2271 del Consell de Seguretat de les Nacions Unides
La Resolució 2271 del Consell de Seguretat de les Nacions Unides fou adoptada per unanimitat el 2 de març de 2016. El Consell va ampliar les prohibicions de viatjar i la congelació dels dipòsits bancaris decidides en la Resolució 2271 contra Sudan del Sud van ser prorrogades fins al 15 d'abril de 2016. El mandat del grup d'experts que supervisa el compliment d'aquestes sancions es va ampliar fins al 15 de maig de 2016.